# 丁建华 (政治人物)
丁建华，中华人民共和国政治人物、全国脱贫攻坚先进个人。

## 生平
丁建华任同心县河西镇旱天岭村党总支书记。因在脱贫攻坚战中作出突出贡献，2021年2月25日全国脱贫攻坚总结表彰大会上，丁建华被授予“全国脱贫攻坚先进个人”。